# Station Wenecja Ośrodek Wypoczynkowy
Station Wenecja Ośrodek Wypoczynkowy is een spoorwegstation in de Poolse plaats Wenecja.